# Dragalić
Dragalić – wieś w Chorwacji, w żupanii brodzko-posawskiej, siedziba gminy Dragalić. W 2011 roku liczyła 559 mieszkańców.